# دروغ‌های واقعی
دروغ‌های واقعی (به هندی: Jhootha Hi Sahi) فیلمی محصول سال ۲۰۱۰ و به کارگردانی عباس تیروالا است. در این فیلم بازیگرانی همچون جان آبراهام، پاکهی تیراوالا، راغو رام، آنایتا نایر، رانگاناتان مدهوان، ناندانا سن ایفای نقش کرده‌اند.